# ویپردورف
ویپردورف (به آلمانی: Wipperdorf) یک شهر در آلمان است که در Hainleite واقع شده‌است. ویپردورف ۱٬۵۸۳ نفر جمعیت دارد.